# Los amos del barrio (sainete)
Los amos del barrio, es un sainete en dos actos, dividido en cinco cuadros, con libreto de Santiago Lerena y Pedro Llabres, con música de Manuel López-Quiroga Miquel, estrenado con éxito en el Teatro Fuencarral de Madrid, el 7 de septiembre de 1938.

## Comentario
Esta obra constituye uno de los ejemplos de la creación lírica durante la guerra civil española. Los libretistas, pese a estar situada en la época del estreno, retratan una Madrid de antes de la guerra, sin problemas y sin reflejar la situación del momento; es un claro exponente de la renovación del sainete producida a finales de los años 20 y principio de los años 30. Lerena y Llabres recurren a una trama sólida y lineal con personajes muy bien definidos, creando situaciones en las que imperan los momentos de pelea y conflictos.
En la parte musical, se puede apreciar la gran facilidad melódica de Manuel López Quiroga, el cual se había consagrado antes de la guerra como uno de los grandes escritores de cuplés y canciones andaluzas; pero en esta faceta, se descubren las grandes aptitudes para el género lírico, combinando números de gran sabor popular y fácil, con otros más líricos.

## Argumento
La acción transcurre en Madrid, en la época del estreno (1938)

### Acto primero
Cuadro primero
En la azotea de una casa de vecinos, Joselita, una aspirante a torera, y Calixto, un aspirante a prestidigitador, hacen las delicias de sus vecinos; ambos, pese a la antipatía mutua, se sienten un profundo cariño, suscitando a la vez las discusiones entre la señora Paca, madre de Joselita, y el señor Floro, tío de Calixto. En la misma azotea vive Sole, modistilla y madre soltera, la cual no encuentra trabajo.
Joselita comenta a Calixto, la visita de un empresario interesado en su porvenir como torera; a él no le hace gracia esta noticia, puesto que el aspira a convertirse en un gran prestidigitador y tenerla a ella como su esposa. Por otra parte, Paco, el hijo del señor Floro, está enamorado perdidamente de Sole, pero no entiende su actitud hacia su antiguo novio, padre del niño, y el por qué de su protección y cuidado de la pareja de ancianos que vive con ella. Floro le explica los orígenes de esa pareja, el señor Julián y Mari Pepa, eran dos cómicos del Teatro Apolo, los cuales ayudaron siempre a Sole cuando trabajaba como sastra. Una noche, ella los encontró acurrucados en las ruinas del Teatro, y por eso los cuida como si fueran sus padres.
El señor Julián y Mari Pepa, al oír la conversación, entienden el sacrificio de ella, llorando amargamente. Al encontrarlos así Sole, decide animarlos a venir con ella a la verbena, y así distraerse. Paco se declara a la Sole, pero ella lo rechaza amablemente, recordándole el pasado, con respecto a su antiguo novio, él demuestra su lealtad y su ánimo de esperarla siempre.
Joselita llega contenta con Patricio, el empresario, y Trastazos, el picador, con los que preparan el contrato para su próximo debut. Calixto los sorprende y discute acaloradamente, al intentar marcharse, los hipnotiza, dejando a Joselita en su casa, y llevándose a los otros dos, al viaducto.
Cuadro segundo
En la verbena, Joselita, la señá Paca y Patricio, aprovechan para jugar en los puestos, llevándose varios premios, la única pega, es que el botijo siempre se les rompe; el causante de todo ello es Trastazos con su escopeta, al que Calixto ha hipnotizado oportunamente.
El señor Floro intenta calmar a Paco, el cual viene armado con un revólver para enfrentarse al antiguo novio de Sole y ajustarle las cuentas. Sole comenta al señor Julián los problemas económicos que tiene y su decisión de ver a Julián, su exnovio, para reclamarle una ayuda por el niño. Aparece oportunamente por la verbena, encarándose con ellos, y produciéndose una desagradable conversación, ella lo despacha con buenos modos y reafirmándose en su sentido del honor y su orgullo, rechazando su ayuda.
Joselita, la señá Paca y Patricio, descubren la estratagema y deciden pegarle a Trastazos una paliza. Calixto confiesa la autoría del crimen, cuando se disponen a darle su merecido, hipnotiza a Trastazos, mandándolo a asustar a Patricio. Joselita, admirada del talento de él, decide hacerle caso, cuando la señá Paca se dispone a pegarle, él la hipnotiza mandándola a su casa; Joselita accede a la propuesta y deciden formalizar su relación.
Se celebra un concurso de mantones y resulta elegida Sole, celebrando todos los asistentes la noticia y desfilando ante la admirada concurrencia.

### Acto segundo
Cuadro tercero
En una calle céntrica, Joselita y Calixto, ante el fracaso de su carrera, han abierto una cacharrería; con tan mala suerte que siempre andan discutiendo y pelándose, rompiendo siempre los cacharros; por si fuera poco, han tenido sixtillizos, provocando la ira de la Señora Paca.
El señor Julián, viene acompañado de una mujer, que viene a pedir un encargo a Sole, concretamente un juego de novia; ella contenta, lo acepta. Paco la felicita por ello, y le ofrece su esperanza por estar juntos. El señor Julián, viene acompañado de Floro, el cual lleva al niño de Sole. Se produce una escena de gran ternura, al aceptar la proposición de Paco. Todo queda interrumpido, al oírse un tremendo estruendo dentro de la tienda, la consecuencia es que la Señora Paca, ha sorprendido a Calixto y Joselita, en actitud amorosa, y ella se niega a que el fenómeno de los sextillizos, pueda volver a repetirse.
Cuadro cuarto
Delante de la fachada del Banco de Vizcaya, Joselita, acompañada de la señá Paca, el señor Floro y Paco, se encuentra inquieta ante la actuación de su marido, en una función de variedades; su madre trata de calmarla para que no transmita sus nervios a su marido durante la representación.
Por la puerta del banco sale Julián, acompañado de Susana, una mecanógrafa y amante, comentan sobre su futuro viaje a México y sobre los asuntos de este con respecto a la Sole. El señor Julián y Mari Pepa han salido de paseo con el bebe de Sole, y se detienen en frente del banco, a recordar sus tiempos de cómicos del Teatro Apolo, cuando aparecen Joselita y todos los demás, llevando a un maltrecho Calixto, al cual le ha fallado un truco al mirar a su mujer, y el espectador implicado, ha tratado de darle una monumental paliza.
Cuadro quinto
En un merendero, se celebra el compromiso de la Sole con Paco, con la asistencia de todos los vecinos. Por otra parte, Calixto anuncia su separación con Joselita; la señá Paca intenta reconciliarlos, llevando a cabo con éxito su plan. Sole comenta al señor Floro que el encargo del juego de novia está listo, y puede ser entregado. El señor Floro descubre en realidad que ese es su regalo de boda para los dos; al final Joselita y Calixto se vuelven a reunir y la obra concluye con la felicidad general.

## Números musicales
- Acto primero
  - Introducción y Escena: "Este delantal es un colador"
  - Pasodoble de las toreras:"Yo tengo por capote un monumento"
  - Dúo de Paco y Sole: "¿Te alcanzo ramos de ensueño?"
  - Fin del cuadro primero: "¿Qué razón habrá en el mundo?"
  - Romanza de Paco: "Risa de mi pueblo"
  - Pasacalle de la Kermesse - Fin del acto primero: "Bien envuelta en castizo pañuelo"
- Acto segundo
  - Introducción y Escena: "Al buen requesón"
  - Terceto Comic de Joselita, Seña Paca y Calixto - Chotis: "Ya pues dar corriente a tó vapor"
  - Romanza de Sole: "Vivo soñando"
  - Nana de Sole: "¡La nana!"
  - Pantomima en tiempo de Mazurka (Orquesta)
  - Habanera del Merendero: "Al bailar la habanera"
  - Fin de la obra (Orquesta)

## Personajes Principales
- Sole, modistilla y madre soltera. (soprano)
- Joselita, aspirante a torera. (Soprano cómica).
- Seña Paca, madre de Joselita y mujer de carácter (actriz)
- Susana, mecanógrafa del banco y amante de Julián.(actriz)
- Mari Pepa, vieja actriz del Teatro Apolo. (actriz)
- Paco, vecino enamorado de Sole. (tenor)
- Calixto, aspirante a prestidigitador. (tenor cómico)
- Señor Floro, padre de Paco y tío de Calixto. (bajo o barítono)
- Señor Julián, viejo actor del Teatro Apolo. (actor)
- Julián, empleado del banco y padre del niño de Sole (actor)
- Patricio, empresario de toros. (actor)
- Trastazos, picador muy bruto. (actor)